# Alloysius Agu
Alloysius Uzoma Agu (Lagos, 1967. július 12. –) nigériai válogatott labdarúgókapus.

## Pályafutása

### Klubcsapatban
1982-ben az NEPA Lagos csapatában kezdte a pályafutását, ahol 1989-ig játszott. 1990-ben az ABC Lagos játékosa volt. 1990 és 1992 között Hollandiában a Maastrichtban védett. 1992 és 1994 az RFC Liègeben szerepelt. 1994 és 1997 között a török Kayserisporban játszott. 

### A válogatottban
1988 és 1995 között 28 alkalommal szerepelt a nigériai válogatottban. Tagja volt az 1990-es és az 1992-es afrikai nemzetek kupáján szereplő, valamint az 1994-es afrikai nemzetek kupáján aranyérmes válogatott keretének. Részt vett az 1994-es világbajnokságon, de nem kapott lehetőséget egyetlen mérkőzésen sem.

## Sikerei, díjai
Nigéria
- Afrikai nemzetek kupája győztes (1): 1994
- Afrikai nemzetek kupája döntős (1): 1990
- Afrikai nemzetek kupája bronzérmes (1): 1992